# Rivière des Roches (rivière du Berger)
Pour les articles homonymes, voir Rivière des Roches.
La rivière des Roches est un affluent de la rivière du Berger coulant dans les secteurs Beauport et Charlesbourg de la ville de Québec, dans la région de la Capitale-Nationale, dans la province de Québec, au Canada. Prenant sa source dans le lac des Roches, elle a une longueur d'environ 5 km.
La vallée encaissée de la rivière des Roches ne comporte pas de route carrossable sauf sa partie supérieure qui est desservie à l'est du lac des Roches par le chemin Arthur-Drolet et au nord-est par le chemin du Lac-des-Roches. Tandis que sa partie inférieure traverse une zone urbaine.
La surface de la rivière des Roches (sauf les zones de rapides) est généralement gelée de début décembre à fin mars ; toutefois la circulation sécuritaire sur la glace se fait généralement de fin décembre à début mars. Le niveau de l'eau de la rivière varie selon les saisons et les précipitations ; la crue printanière survient en mars ou avril.

## Géographie
La rivière des Roches est l'un des principaux affluents du bassin versant de la rivière du Berger. Elle prend sa source dans le lac des Roches (46° 55′ 07″ N, 71° 15′ 41″ O) (longueur : 1,4 km ; altitude : 320 m), dans une zone boisée au nord de l'arrondissement de Beauport.
À partir du barrage à l'embouchure du lac des Roches, cette rivière coule sur 5,3 km, avec une dénivellation de 203 m, selon les segments suivants :
- 1,6 km en direction sud, s'élargit temporairement pour devenir le Petit lac des Roches (46° 54′ 35″ N, 71° 16′ 13″ O) jusqu'à son embouchure où un barrage de retenue a été aménagé. Note : Ce petit lac est situé entre le mont des Épinettes Noires (sommet de 363 m du côté ouest) et le mont Reine-Malouin (sommet de 331 m du côté est) ;
- 2,4 km vers le sud affichant une dénivellation de 105 m, jusqu'à la limite du cartier résidentiel d'Orsainville ;
- 1,3 km vers le sud en pénétrant en zone résidentielle dans le cartier d'Orsainville où son environnement est protégé par le parc linéaire de la Rivière-des-Roches avant qu'elle soit, en grande partie, canalisée ou privatisée sur le reste de son parcours jusqu'à sa confluence avec la rivière du Berger (46° 52′ 58″ N, 71° 17′ 43″ O)[2].

À partir de cette confluence, le courant descend sur 15,0 km vers le sud-est en zone urbaine, puis le sud-ouest, le cours de la rivière du Berger ; puis sur 8,3 km généralement vers le nord-est en zone urbaine, en suivant le cours de la rivière Saint-Charles.

## Histoire
La rivière est en partie canalisée dans les années 1970 et 1980 en raison de la construction résidentielle.
En 2009, le développement d'un nouveau secteur résidentiel (le projet « Domaine Rivière des Roches ») plus en amont de la rivière, suscite l'inquiétude sur la protection environnementale. Une séance de consultation auprès des citoyens est réalisée le 15 septembre 2009. Durant l'automne, l'entrepreneur Sébastien Leboeuf décide de débuter immédiatement les travaux d’abattage sans autorisation de la Ville, engendrant la coupe illégale de centaines d'arbres,. Le projet est ajusté en 2010 pour faire plus de place à l'environnement de la rivière des Roches. Le parc linéaire de la Rivière-des-Roches est créé par la suite et la Ville y aménage des sentiers et des passerelles.

## Toponymie
Le toponyme "rivière des Roches" est basé sur le caractère rocheux du fond de la rivière.
Le toponyme rivière des Roches a été officialisé le 5 décembre 1968 à la Commission de toponymie du Québec.

## Galerie

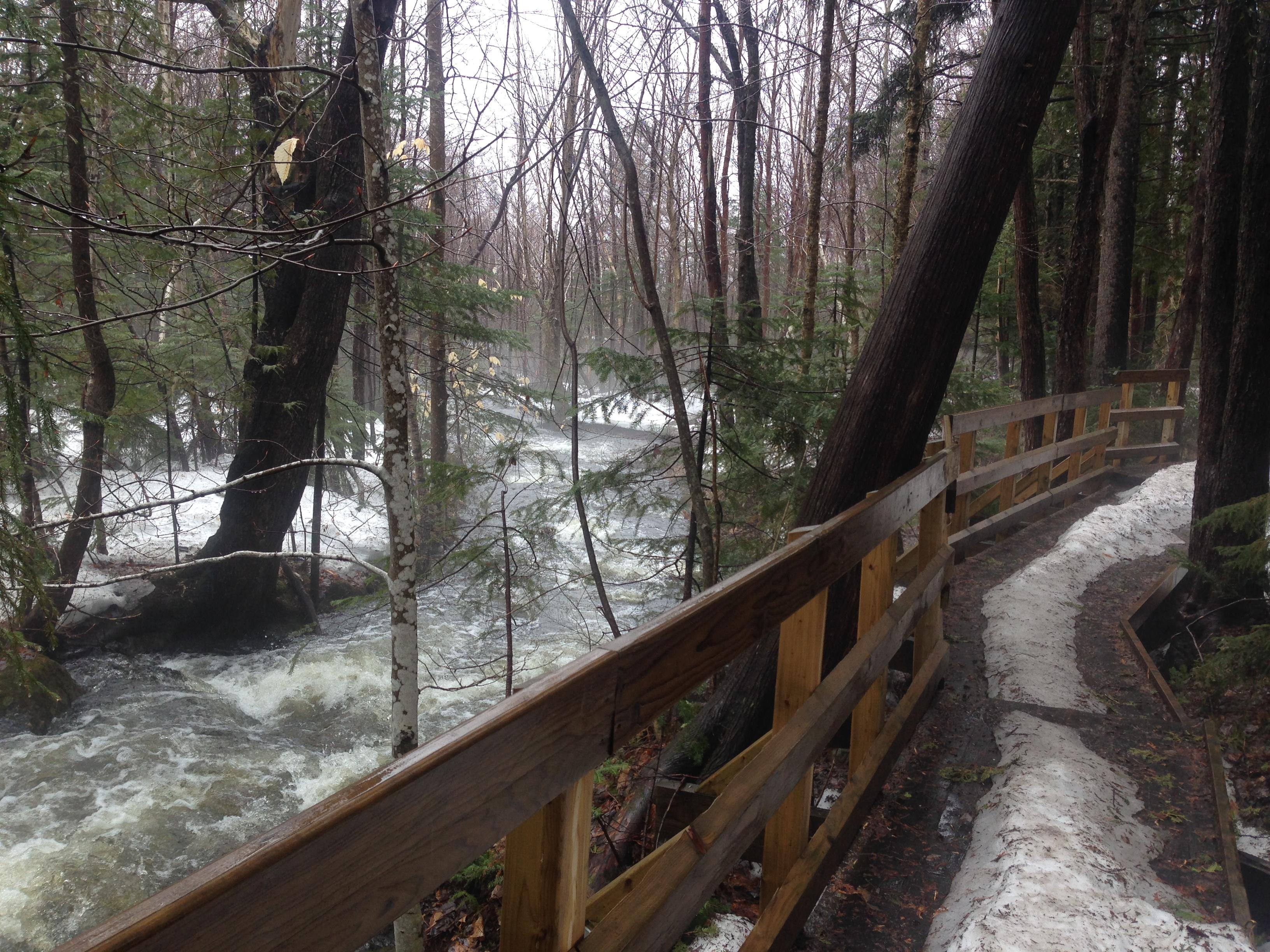
Sentier longeant la rivière
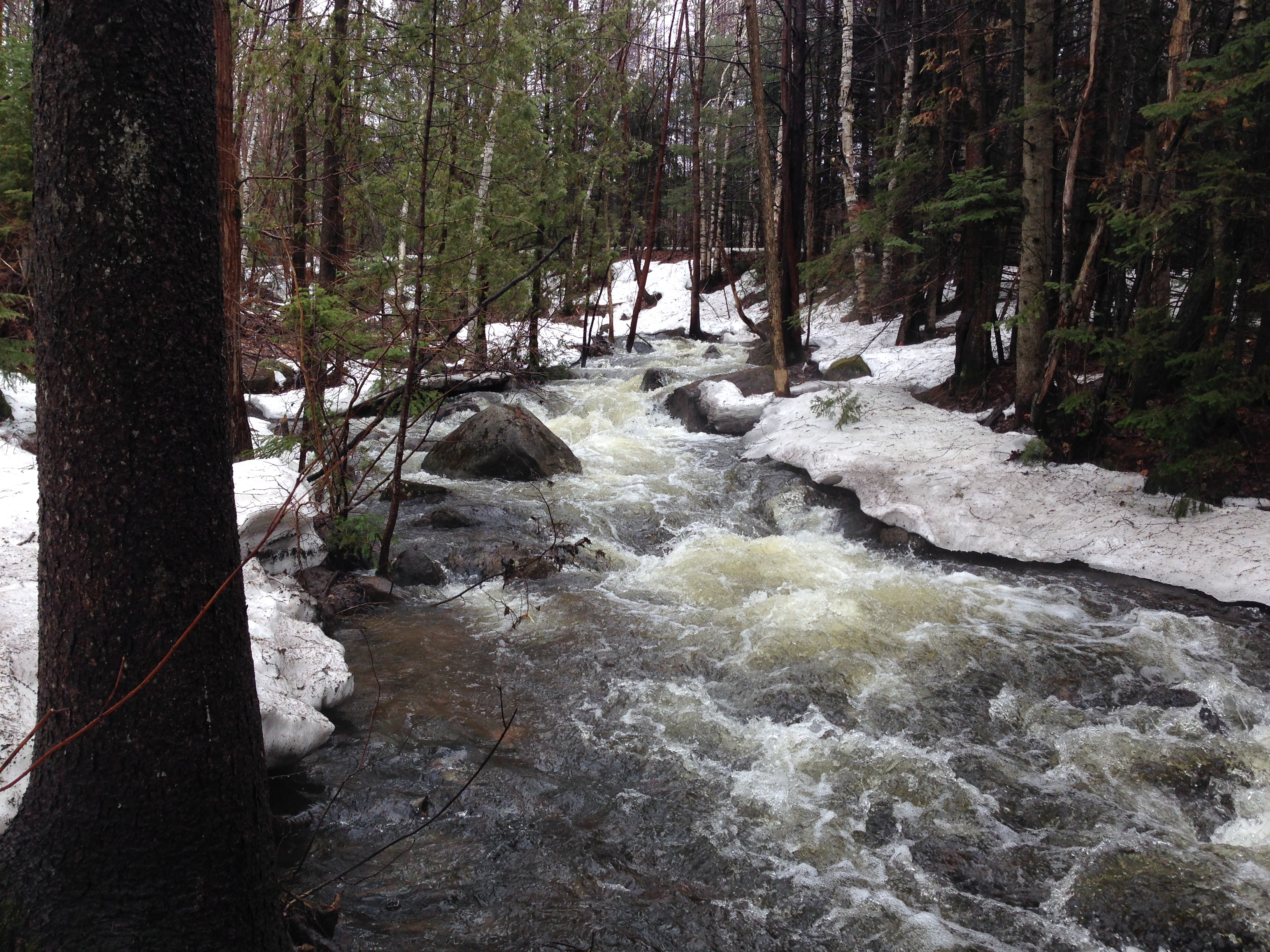
Rivière des Roches
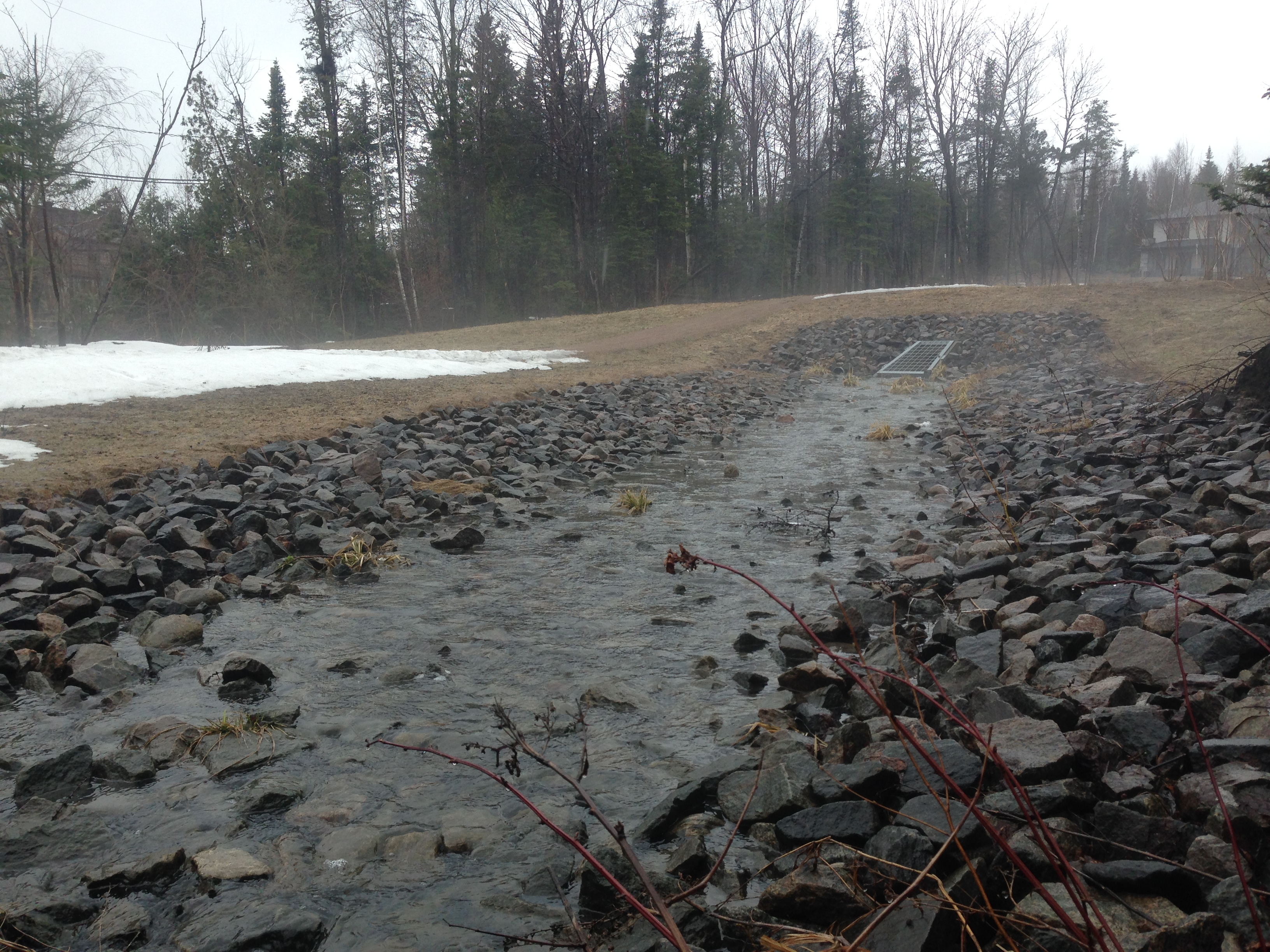
Petit affluent
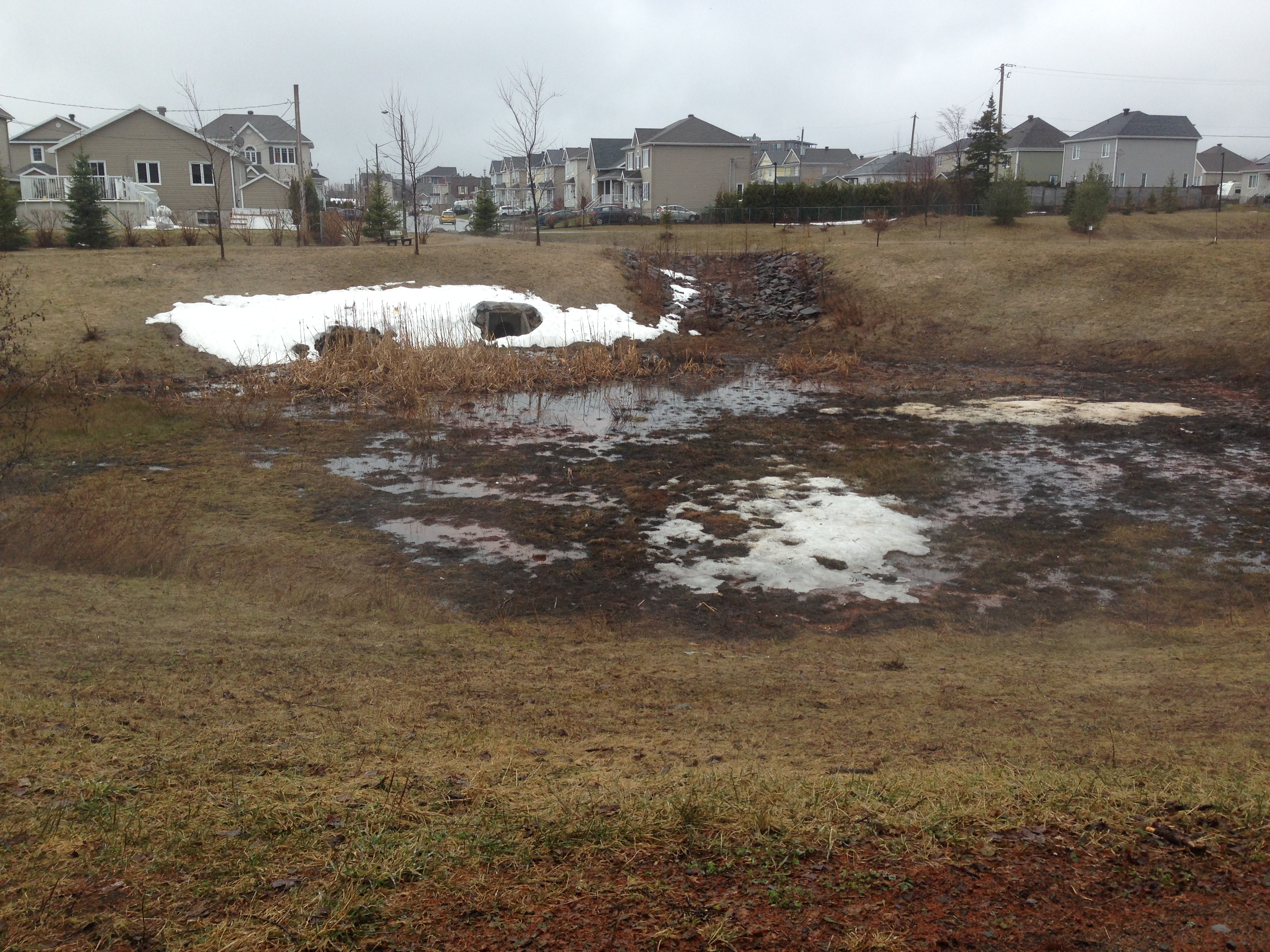
Bassin de rétention des Pigamons